# Clinton (Vorname)
Clinton ist ein englischer und US-amerikanischer männlicher Vorname, der von der alten englischen Bezeichnung Clinton für einen Bauernhof, ein Gehöft oder ein Dorf abgeleitet ist. Eine Variante des Namens ist Clint.

## Namensträger
- Clinton Adams (1918–2002), amerikanischer Künstler und Kunsthistoriker
- Clinton Bangura (* 1998), österreichisch-ghanaischer Fußballspieler
- Clinton Owen Bates (1858–1953), US-amerikanischer Chemiker
- Clinton Davisson (1881–1958), US-amerikanischer Physiker und Nobelpreisträger
- Clinton Grant (1971–2014), Bahnradsportler und Radsporttrainer aus Trinidad und Tobago
- Clinton Hill (* 1980), australischer Leichtathlet südafrikanischer Herkunft
- Clinton Jackson (* 1954), US-amerikanischer Boxer
- Clinton Kane (* 1999), australischer Popmusiker
- Clinton Ladine (* 1971), US-amerikanischer Basketballspieler
- Clinton Hart Merriam (1855–1942), amerikanischer Zoologe, Ornithologe und Ethnograph
- Clinton L. Merriam (1824–1900), US-amerikanischer Politiker
- Clinton N’Jie (* 1993), kamerunischer Fußballspieler
- Clinton Portis (* 1981), US-amerikanischer American-Football-Spieler
- Clinton Sundberg (1903–1987), US-amerikanischer Schauspieler
- Clinton Wheeler (1959–2019), US-amerikanischer Basketballspieler